# Bogalusa
Bogalusa (auch Bogaloosa) ist eine Stadt in Washington Parish im US-Bundesstaat Louisiana. Das U.S. Census Bureau hat bei der Volkszählung 2020 eine Einwohnerzahl von 10.659 ermittelt.

## Lage
Bogalusa liegt an der östlichen Grenze des Washington Parish in Louisiana am Pearl River und bildet das Produktions- und Handelszentrum dieses Gebietes. Am 4. Juli 1914 wurde der Ort offiziell durch eine Regierungskommission registriert.

## Geschichte
Der Name „Bogalusa“ ist indianischen Ursprungs und abgeleitet vom Bach Bogue Lusa, was so viel wie Graues Wasser oder Dunkles Wasser bedeutet. Gegründet wurde Bogalusa durch das Unternehmen Goodyear, das hier 1906 ein Sägewerk etablierte. (Great Southern Lumber Company). Noch heute (2009) zählt das betreibende Unternehmen Temple-Inland zu den führenden Herstellern von Zellstoff, Papier, Kartons, Tüten und anderen Papier-Produkte in den USA. Teile der Nationalgarde sind in Bogalusa stationiert.

## Bevölkerung
Nach der Zählung von 2000 leben 13.365 Menschen in 5431 Haushalten, und 3497 Familien in der Stadt. In der Stadt sind 27,4 % unter 18 Jahren alt, 9,2 % sind 18 bis 24, 23,9 % sind 25 bis 44, 21,3 % sind 45 bis 64, und 18,2 % sind älter als 65. Das Durchschnittsalter ist 37. Auf 100 Frauen kommen 82,7 Männer.

## Bekannte Bewohner
- E.S.G., eigentlich Cedric Hill, Rapper
- Yusef Komunyakaa (* 1947), Schriftsteller
- Professor Longhair (1918–1980), Musiker